# Gare de Celrà
La gare de Celrà (en catalan : estació de Celrà) est une gare ferroviaire espagnole située sur le territoire de la commune de Celrà, dans la comarque du Gironès, dans la province de Gérone, en Catalogne.
La gare se situe entre la ville et la zone industrielle, à côté de la route de Palamós.

## Situation ferroviaire
La gare de Celrà est située au point kilométrique (PK) 38,841 de la ligne Barcelone - Gérone - Portbou dans sa section entre Maçanet-Massanes et Cerbère, entre les gares en service de Bordils-Juià et de Gérone. Son altitude est de 65,7 mètres.

## Historique

### Histoire
La gare est mise en service le 28 octobre 1877 avec la mise en service du tronçon Gérone - Figueras destiné à relier Barcelone à la frontière française. Les travaux ont été réalisés par la Compañía de los ferrocarriles de Tarragona a Barcelona y Francia ou TBF fondée en 1875. Elle dispose de quatre voies, deux principales avec des quais latéraux, une déviée vers le nord et une quatrième voie. Elle dessert également l'importante usine Pagans.
En 1889, TBF accepta de fusionner avec la puissante MZA. Cette fusion fut maintenue jusqu'en 1941, année de la nationalisation du chemin de fer en Espagne entraînant la disparition de toutes les sociétés privées existantes et la création de la RENFE.
Jusqu'aux années 90, il existait également un embranchement industriel électrifié entre la gare et l'usine Tubos de Celrà dans la zone industrielle au nord de la ville.
Depuis le 31 décembre 2004, Renfe Operadora exploite la ligne, tandis qu’ADIF est propriétaire de toutes les installations ferroviaires.
En 2016, 46 000 passagers (se répartissant en 20 000 montées et 26 000 descentes) ont transité dans la gare de Celrà.

### Accidents
Il y a eu deux accidents ferroviaires dans la gare, l'un le 12 octobre 1918, et l'autre le 6 février 1942. En 1918, il y eut une collision entre un train de passagers que se dirigeait vers la France et un train de marchandises qui faisait des manœuvres. L'accident fit sept morts et soixante-trois blessés.

## Service des voyageurs

### Accueil
Située au nord du centre-ville de Celrà, c'est une simple halte. Elle dispose de deux voies principales (voies 1 et 2) avec deux quais latéraux, chacun ayant un abri de quai. Les deux quais sont reliées par un passage sur les voies situé à l'extrémité des quais en direction de Barcelone. L'enceinte n'offre aucun service excepté un panneau d'information.

### Desserte
Celrà est desservie par les trains régionaux de la ligne R11 de Rodalies de Catalunya et les trains de la ligne RG1 de la Rodalia de Gérone.

### Intermodalité
Un parking y est aménagé.

## Patrimoine ferroviaire
La gare dispose d'un bâtiment de voyageurs et d'un bâtiment de marchandises, les deux sont fermés. Même si le bâtiment a été conçu pour une utilisation provisoire, en se différenciant structuralement des autres de la ligne, il a perduré et est encore préservé,. Anciennement un tramway aérien unissait les mines de Celrà avec la gare pour transporter du fer depuis cette gare de MZA jusqu'aux ports.

## Projets

### TramGavarres
La création de TramGavarres (service de tramway), qui tirerait parti du tronçon existant entre Riudellots et Bordils-Juià pour créer un anneau ferroviaire reliant le centre des comarques de Gérone à la Costa Brava, est un autre projet de service ferroviaire susceptible d’affecter cette gare.

### By-pass de Gérone
La Chambre de commerce a rendu public un document qui prône que le by-pass de marchandises qui doit se réaliser à la gare de Gérone comprenne les gares de Celrà et Bordils-Juià pour éviter la saturation quand le système de Rodalia fut mis en service. Initialement la nouvelle branche de marchandises devait se finir à Celrà.